# 電子花車 (台灣)
| \| 本條目屬於 臺灣系列 \| |
| 前往臺灣主題頁 |
| 臺灣概況 - 經濟 • 政治 • 法律 • 人權 • 能源 • 交通 行政區劃 • 城市 • 政府 • 政黨 • 選舉 • 總統 • 外交 軍事 • 族群 • 人口 • 公民 • 原住民族 • LGBT權益 臺海現狀 • 臺灣問題 |
| 臺灣文化 （總覽） - 文學 • 料理 • 茶藝 • 小吃 • 夜市 • 郵票 建築 • 語言 • 宗教 • 葬禮 • 古蹟 • 遺址 • 國寶 民俗文物 • 節日 • 教育 • 體育 • 媒體 • 眷村 文化活動 • 觀光 • 購物中心 • 百貨公司 世界遺產潛力點 • 歷史建築百景 • 流行文化                                                    |
| 臺灣藝術 （總覽） - 音樂 • 漫畫 • 動畫 • 電影 • 攝影 • 舞蹈 戲劇 • 臺劇 |
| 臺灣地理 （總覽） - 天文 • 氣候 • 地質 • 地震 • 斷層 • 火山 • 生態 濕地 • 山峰 • 山脈 • 湖泊 • 水庫 • 河流 • 溫泉 島嶼 • 海岸 • 特殊生物 • 保育生物 • 生態環境 自然保護區 • 國家公園 • 森林遊樂區 縣市級風景特定區 • 直轄市級風景特定區 國家級風景特定區                                 |
| 臺灣歷史 （詳細） - 史前時期(-1624)↓理蕃政策(1933) 原住民聯盟與政權↓奧蘭治城包圍戰(1662)↓澎湖海戰(1683)↓馬關條約(1895)↓日本投降(1945) 荷屬福爾摩沙/西屬艾爾摩莎 鄭氏政權清治時期 日治時期 戰後時期 │1624│1649│1674│1699│1724│1749│1774│1799│1824│1849│1874│1899│1924│1949│1974│1999│2024 |
| 閱 • 論 • 编 |
| 本條目屬於 臺灣系列 |

台灣的電子花車是當地一種特殊文化，這項文化相傳是從福建泉廈所引進台灣的「藝閣」（傳統花車）所演變而來。發展至今，原本以人力扛抬遊街以表演各種南管樂曲的藝閣，慢慢轉變成用牛車、木輪車承載，現代更使用電動車以至於大貨車作為電子花車承載，其上表演舞台的裝飾也越來越花俏，並且隨著科技的進步，各種聲光特效乃至於油壓式開展舞台也應運而生。
電子花車表演內容也歷經質變，從早期的樂曲演奏慢慢轉變為以女性藝人為表演舞台的場地，其後更有脫衣舞、鋼管女郎等等花樣的出現，演唱歌曲的主流也從台語流行音樂歌曲慢慢往電子舞曲靠攏。
電子花車如今已是台灣鄉里婚喪喜慶相當知名的民俗文化之一。

## 圖片輯

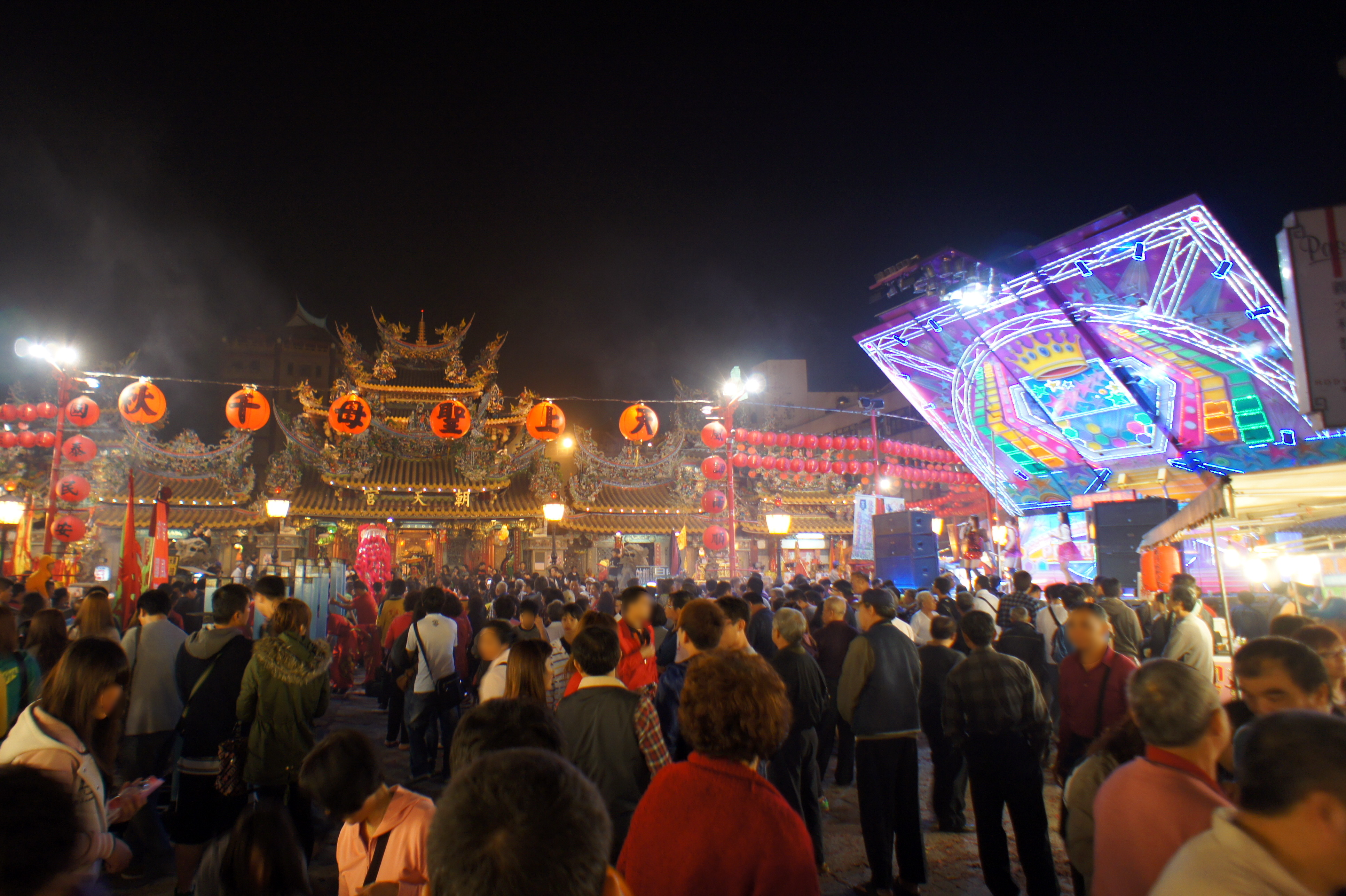
一台在北港朝天宮旁邊的電子花車。
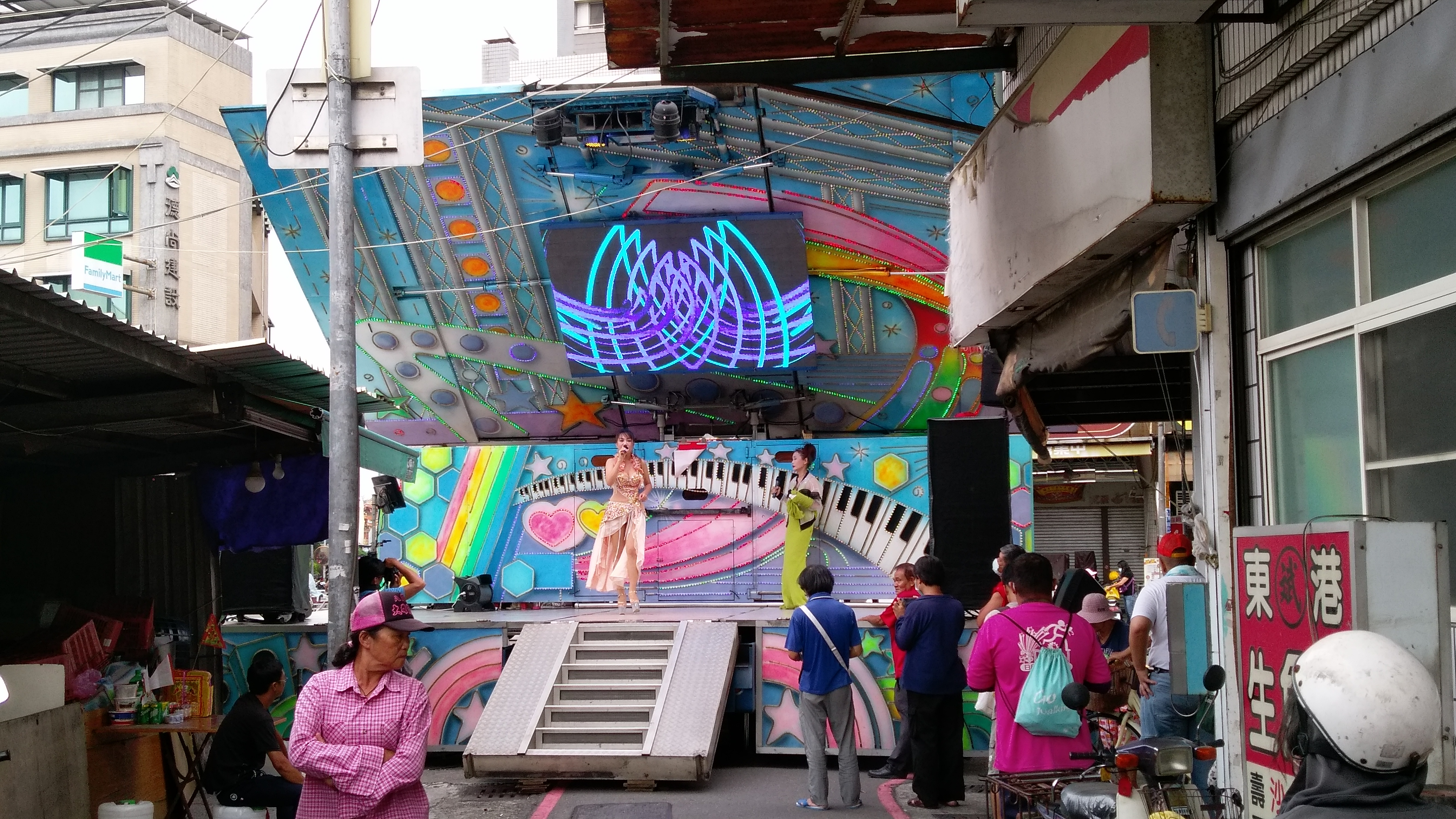
中元祭典電子花車表演。
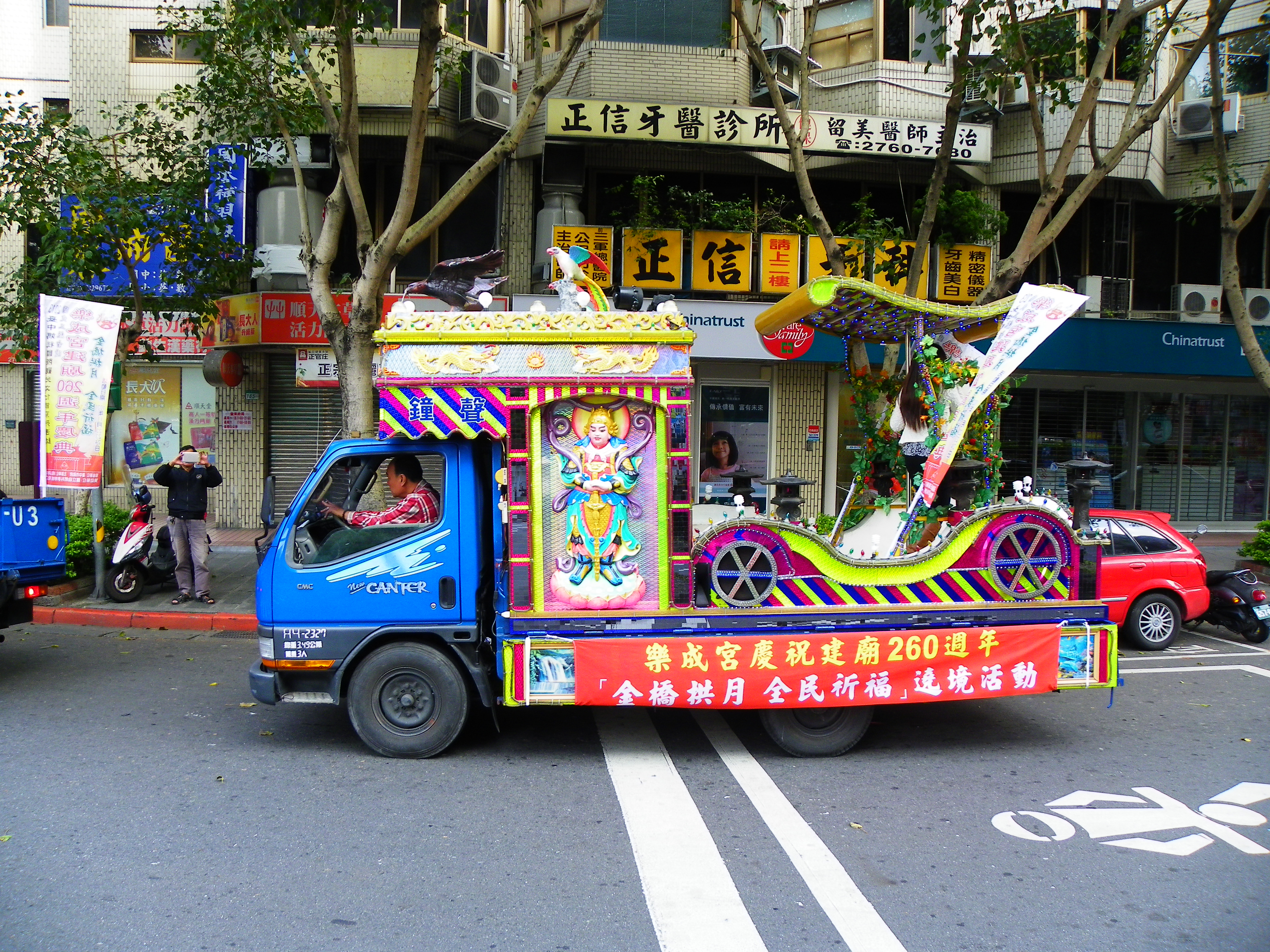
松山慈祐宮建宮260年紀念媽祖遶境，台中樂成宮的電子花車側面。
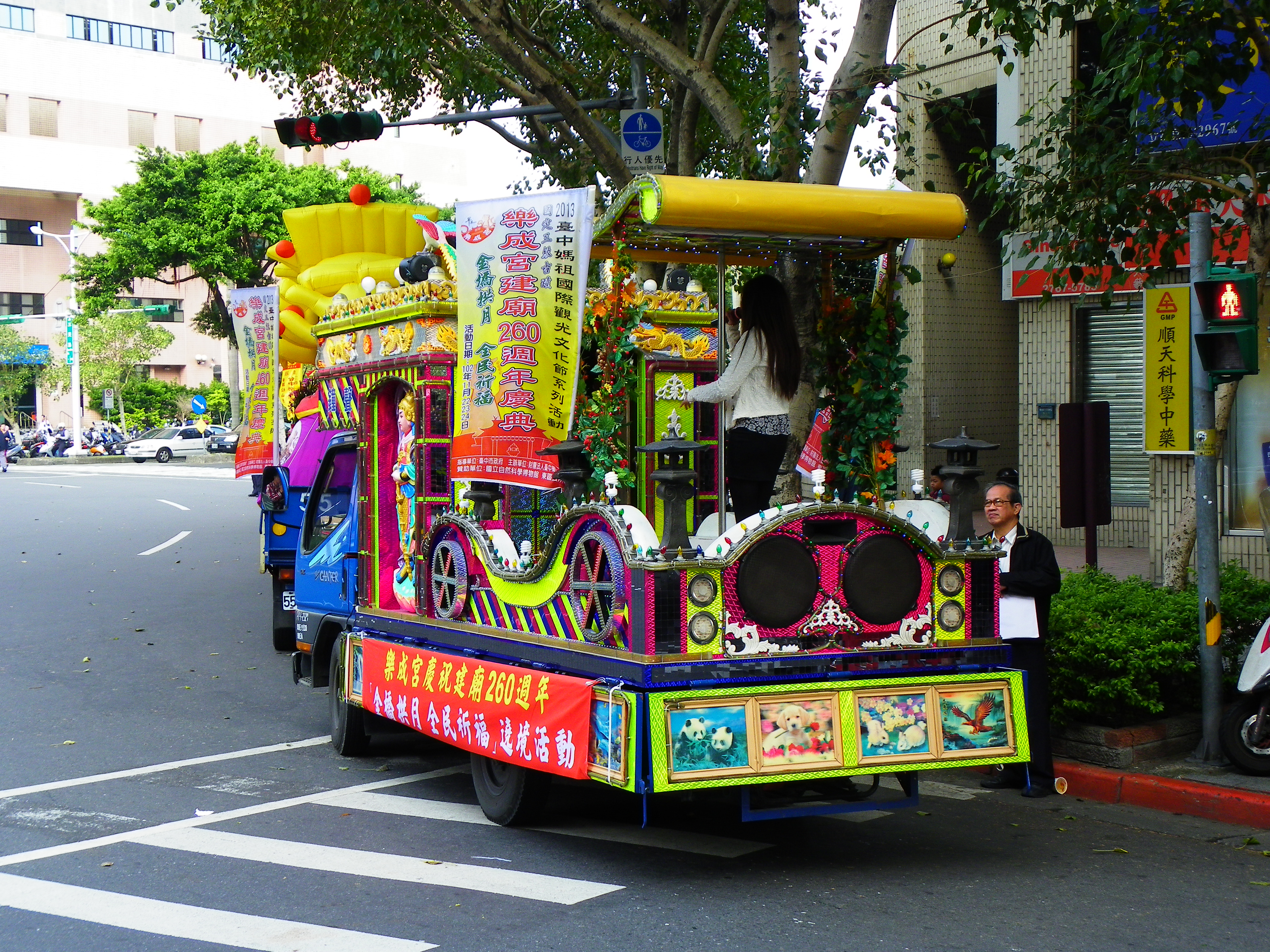
同車右後方。
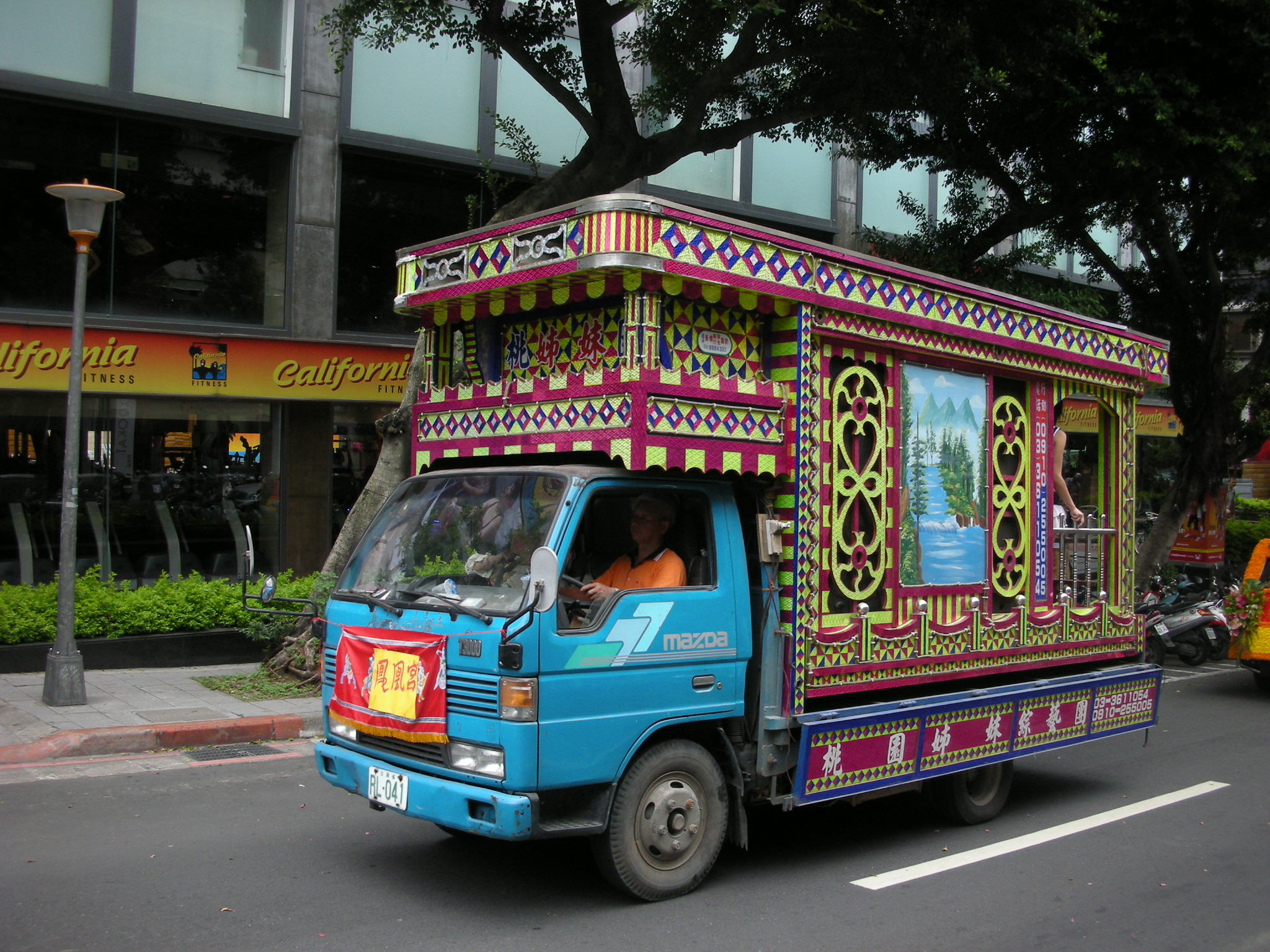
桃園姊妹綜藝團電子花車參加臺北市士林鳳凰宮繞境。
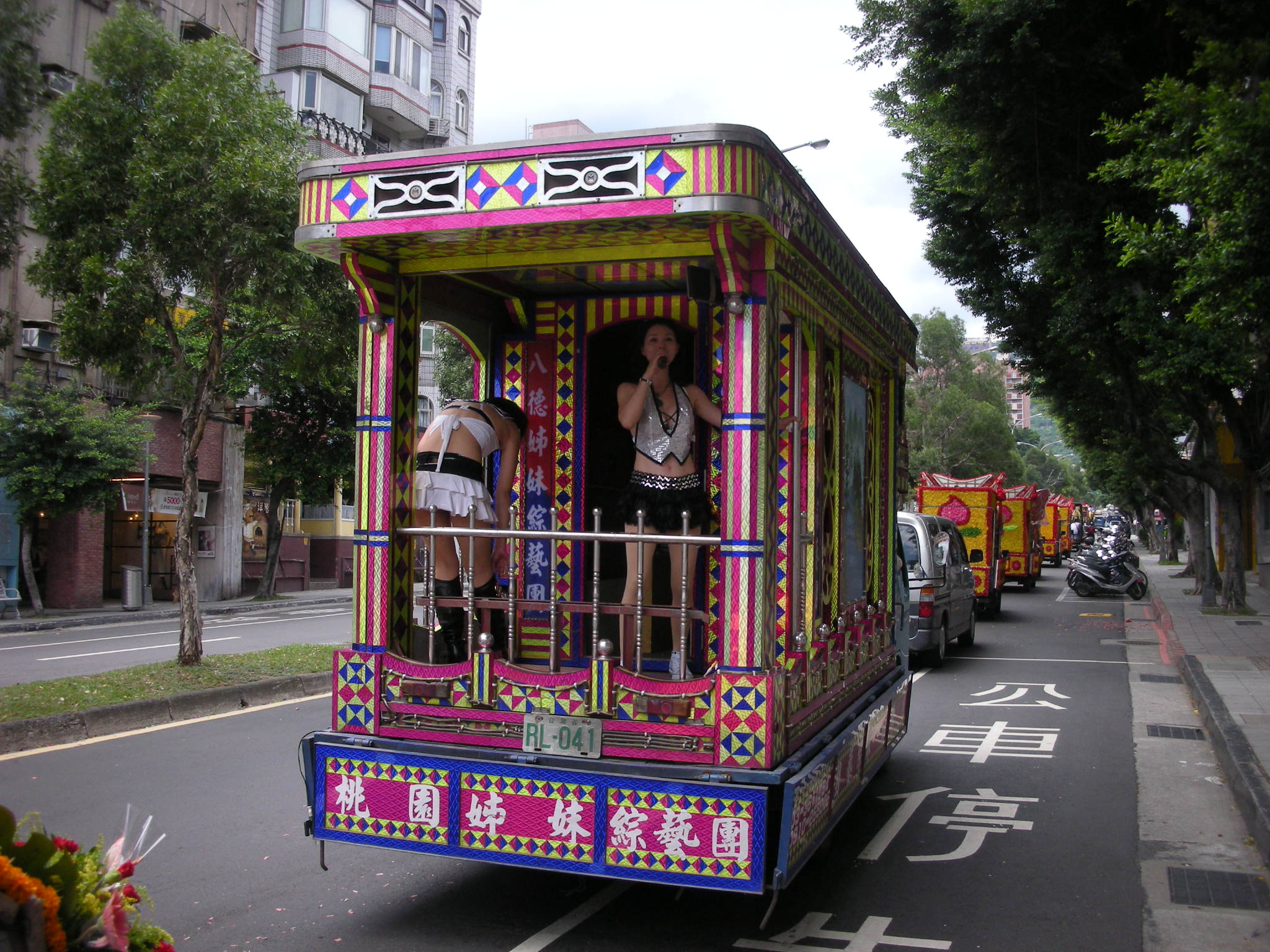
行徑中的電子花車。